# ألكسندر غافريلوف
ألكسندر غافريلوف (13 يونيو 1979 - ) هو لاعب كرة قدم روسي في مركز الهجوم. لعب مع FC Amur-2010 Blagoveshchensk ‏ وFC Amur Blagoveshchensk ‏.